# 하치모리촌
하치모리촌(八森村)은 아키타현 야마모토군에 있던 촌이다.

## 역사
- 1889년 4월 1일 - 정촌제 시행에 의해 근세 이후의 하치모리촌이 단독으로 자치체를 형성하였다.
- 1954년 10월 1일 - 이와다테촌과 합병해 하치모리정이 성립하였다. 동일 하치모리촌은 폐지하였다.

## 교통

### 철도
- 일본국유철도 고노 선

### 도로
- 국도 101호선